# Stallpflicht
Stallpflicht  oder Aufstallungsgebot ist eine sog. Biosicherheitsmaßnahme zur Bekämpfung von Tierseuchen und bezeichnet die behördliche Anordnung, Nutztiere aus Freilandhaltung und Offenstallsystemen in geschlossenen Ställen zu halten.
Durch die Stallpflicht soll verhindert werden, dass Tiere, die zum menschlichen Verzehr bestimmt sind, durch frei lebende Wildtiere mit Krankheitserregern infiziert werden. 

## Beispiele

### Geflügelhaltung

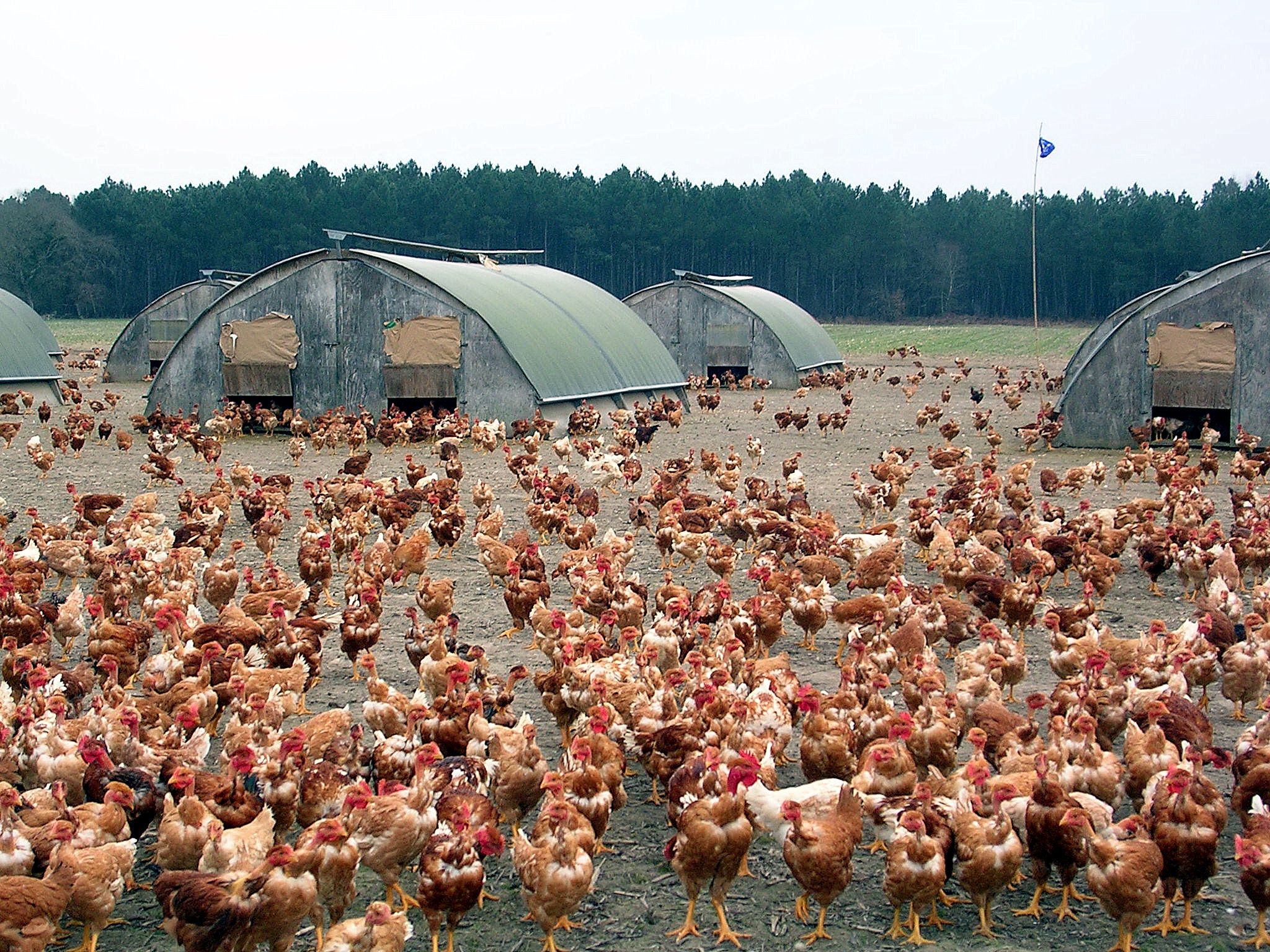
Legehennen in Freilandhaltung

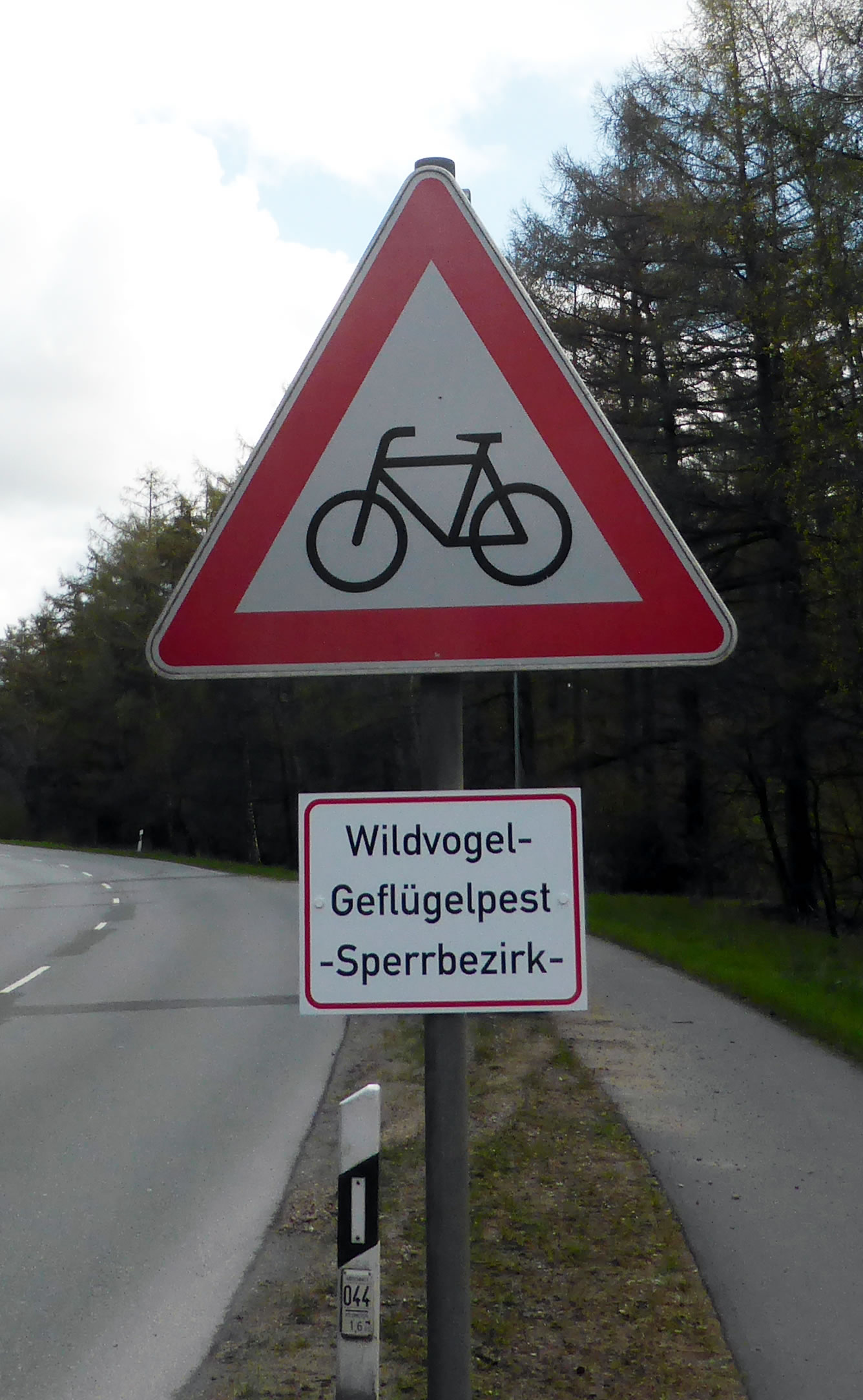
Kennzeichnung eines Geflügelpest-Sperrbezirks, Schleswig-Holstein, Kreis Segeberg, April 2017

Wird die Geflügelpest bei Wildgeflügel nachgewiesen, können die deutschen Veterinärbehörden der Landkreise und kreisfreien Städte ein Aufstallgebot für Hausgeflügel erlassen (§ 13 Geflügelpest-Verordnung). Das bedeutet, dass alles Haugeflügel keinen Auslauf mehr ins Freigelände bekommen darf.

#### Geflügelpest 2005/2006
Die Stallpflicht wurde 2005 für Geflügel angeordnet, weil freilebende Wildvögel angeblich eine Infektion mit dem Influenza-A-Virus H5N1, dem Erreger der so genannten Vogelgrippe H5N1, auf Zuchtgeflügel übertragen könnten. Alle Infektionen von Nutzgeflügel betrafen in Europa jedoch eingestallte Vögel, während Nutzvögel, die in unmittelbarer Nähe im Freien gehalten wurden (z. B. infolge von Ausnahmegenehmigungen), gesund blieben. 

#### Geflügelpest 2016/17
Im November 2016 wurde aufgrund des Vorkommens des Influenza-A-Virus H5N8 bei Wildgeflügel und in Geflügelzuchtbetrieben die Stallpflicht verordnet in Baden-Württemberg, Teilen von Nordrhein-Westfalen und Niedersachsen, Mecklenburg-Vorpommern, Bayern, Schleswig-Holstein und Brandenburg. Ab 20. Dezember 2016 galt die Stallpflicht in ganz Nordrhein-Westfalen. In Österreich wurde im Jänner 2017 bundesweit die Stallpflicht für Geflügel verordnet. Seit 16. März 2017 wurde in Bayern die generelle Stallpflicht gelockert; sie gilt nun nur noch örtlich begrenzt für Regionen, die von der Vogelgrippe betroffen sind.

#### HPAI-Viren  2021/22
Die passive Überwachung von Wildvögeln sowie bestimmte Vorbeugungsmaßnahmen um den Ort herum, an dem die Infektion mit dem HPAI-Virus bei einem Wildvogel oder
in seinen Fäkalien bestätigt wurde, sind weitere Maßnahmen zur Risikominderung. Dazu wurde in der Europäischen Union der sog. Vogelgrippe-Radar der Europäischen Behörde für Lebensmittelsicherheit (EFSA), ein Frühwarnsystem für HPAI, implementiert. Durch ein Warnmeldesystem können die Mitgliedstaaten automatische Warnungen für ein geografisches Gebiet von Interesse erhalten, sobald eine bestimmte Risikoschwelle überschritten wird. Die Errichtung von Sperrbezirken mit einem Radius von mindestens drei Kilometern, in denen nach amtlicher Feststellung des Ausbruchs der Geflügelpest eine Stallpflicht gilt, dienen zusätzlich dem Schutz von Freilandhaltungen und Offenstallsystemen (§ 21 Abs. 2 Geflügelpest-Verordnung).

### Schweinehaltung
Zum Schutz vor der Afrikanischen Schweinepest müssen Landwirte ihren Bestand so abschotten, dass jedweder Kontakt mit Wildschweinen unmöglich gemacht wird.
Die zuständige Behörde kann zur Seuchenbekämpfung für Schweine, die in einen Betrieb eingestellt werden, eine Absonderung anordnen (§ 3 Nr. 2b Schweinepest-Verordnung). Ist die Schweinepest in einem Betrieb amtlich festgestellt, so legt die zuständige Behörde ein Gebiet um den Seuchenbetrieb mit einem Radius von mindestens drei Kilometern als Sperrbezirk fest, in der die Tierhalter sämtliche Schweine absondern müssen (§ 11 Abs. 3 Nr. 2 Schweinepest-Verordnung).
Die Schweine müssen an ihrem Standort belassen werden. Es muss sichergestellt werden, dass ein Entweichen der Tiere nicht möglich ist und kein unbefugter Zutritt durch Personen oder Kontakt mit anderen Tieren erfolgen kann (Beschränkung der Auslaufhaltung). Ebenso darf es keinen Kontakt mit Wildtieren geben.

## Stallpflicht in Europa
Länder mit Stallpflichtordnung:
- Belgien
- Deutschland
- Frankreich
- Italien
- Luxemburg
- Niederlande
- Österreich
- Schweiz

Länder ohne Stallpflichtordnung:
- Polen
- Tschechien
- Ungarn

## Kritik
Ein großes Problem besteht für die biologische und naturnahe Landwirtschaft, welche vorwiegend Freilandgeflügelhaltung betreiben: Freilandhühner sind nicht an die Ställe gewöhnt, außerdem bieten Freiland-Geflügelzuchten viel zu wenig Stallplätze für alle Tiere an. Wenn die Tiere über lange Zeit im Stall gehalten werden, können deren Erzeugnisse kaum als „biologisch“ oder „naturnah“ bezeichnet werden, auch wenn Bio-Eier und Freiland-Eier im Falle einer gesetzlichen Aufstallpflicht von bis zu 16 Wochen noch als solche verkauft werden dürfen. Freilandgewöhnte Tiere neigen bei Stallhaltung zu geringer Legeleistung, Aggressivität und verlieren teilweise ihre natürliche Widerstandsfähigkeit gegen andere Krankheiten. Die Fütterung wird teurer, und der zusätzliche Bedarf an Energie und Stallkapazität übersteigt das Finanzbudget der Betriebe oftmals. Private Kleintierhaltung kann diese Maßnahmen oft gar nicht kompensieren.
All diese Probleme betreffen die konventionelle Geflügelhaltung nicht. Finanziell wird die industrielle Geflügelhaltung durch diese Maßnahme überproportional gestärkt.

## Handhabung
In Deutschland wurde die generelle Stallpflicht Mitte Mai 2006 etwas gelockert. Sie gilt weiterhin in der Umgebung von infiziert aufgefundenen Tieren, in Rastgebieten für Zugvögel und in Regionen mit besonders viel Geflügelhaltung. Einer Eilverordnung des Bundes zufolge können Landwirte in weniger gefährdeten Gebieten zur Freilandhaltung zurückkehren, müssen diese jedoch eigens beantragen. Die Bundesländer sind allerdings berechtigt, Gebiete auszuweisen, in denen die Freilandhaltung generell möglich ist. Ferner darf Geflügel nun auch ohne gesonderte Genehmigung in Außengehegen gehalten werden, sofern diese eingezäunt sind und so das Eindringen von Wildvögeln verhindert werden kann. Zudem müsse das Außengehege mit einer dichten Folie abgedeckt sein, um Koteintrag zu verhindern.